# Veronica Zappone
Veronica Zappone (Segrate, 11 de abril de 1993) es una deportista italiana que compite en curling. Ganó una medalla de bronce en el Campeonato Europeo de Curling Femenino de 2017.

## Palmarés internacional
| Campeonato Europeo | Campeonato Europeo | Campeonato Europeo | Campeonato Europeo |
| Año                | Lugar              | Medalla            | Prueba             |
| ------------------ | ------------------ | ------------------ | ------------------ |
| 2017               | San Galo (Suiza)   | Medalla de bronce  | Equipo             |